# Régional Saignelégier–Glovelier
| Zug des RSG mit Dampflok Ed 3/4 Nr. 1 in der Station Montfaucon. |                                    |                                       |                          |
| Streckennummer (BAV): | 237                                |                                       |                          |
| Fahrplanfeld: | 236                                |                                       |                          |
| Streckenlänge: | 24,89 km                           |                                       |                          |
| Spurweite: | bis 1948: 1435 mm ab 1953: 1000 mm |                                       |                          |
| Stromsystem: | ab 1953: 1500 V =                  |                                       |                          |
| Maximale Neigung: | 25 ‰                               |                                       |                          |
| |                                    |                                       |                          |
| \| \| \| SC von La Chaux-de-Fonds \| \| \| \| 5.39 \| Saignelégier \| 982 m ü. M. \| \| \| \| 1915–1953 Rollschemelanlage \| \| \| \| 7.23 \| Le Bémont \| 970 m ü. M. \| \| \| \| Les Communances \| \| \| \| 10.94 \| Pré-Petitjean (früher Montfaucon) \| 928 m ü. M. \| \| \| 14.58 \| La Combe (früher Lajoux Station) \| 843 m ü. M. \| \| \| 10.94 \| Bollement (früher Saulcy) \| 807 m ü. M. \| \| \| \| Tunnel Saulcy (41 m) \| \| \| \| \| Tunnel Bollement (48 m) \| \| \| \| \| Tunnel la Scierie (70 m) \| \| \| \| \| Tunnel St-Brais (47 m) \| \| \| \| \| Tunnel Fondeval (102 m) \| \| \| \| \| Le Fondeval (früher Saint-Brais) \| 780 m ü. M. \| \| \| \| Tunnel Peu-Champ (50 m) \| \| \| \| \| Tunnel la Roche (38 m) \| \| \| \| \| Sceut \| 724 m ü. M. \| \| \| \| Tunnel Foradrai (149 m) \| \| \| \| 24.93 \| Combe-Tabeillon \| 626 m ü. M. \| \| \| \| \| \| \| \| \| SBB von Porrentruy \| \| \| \| 30.28 \| Glovelier seit 1953 Rollschemelanlage \| 506 m ü. M. \| \| \| \| SBB nach Delémont \| \| |                                    |                                       |                          |
| Strecke |                                    | SC von La Chaux-de-Fonds              | SC von La Chaux-de-Fonds |
| Bahnhof · Kopfbahnhof Streckenanfang (Strecke außer Betrieb) | 5.39                               | Saignelégier                          | 982 m ü. M.              |
| |                                    | 1915–1953 Rollschemelanlage           |                          |
| Haltepunkt / Haltestelle | 7.23                               | Le Bémont                             | 970 m ü. M.              |
| ehemaliger Haltepunkt / Haltestelle |                                    | Les Communances                       | Les Communances          |
| Bahnhof | 10.94                              | Pré-Petitjean (früher Montfaucon)     | 928 m ü. M.              |
| Haltepunkt / Haltestelle | 14.58                              | La Combe (früher Lajoux Station)      | 843 m ü. M.              |
| Bahnhof | 10.94                              | Bollement (früher Saulcy)             | 807 m ü. M.              |
| Tunnel |                                    | Tunnel Saulcy (41 m)                  | Tunnel Saulcy (41 m)     |
| Tunnel |                                    | Tunnel Bollement (48 m)               | Tunnel Bollement (48 m)  |
| Tunnel |                                    | Tunnel la Scierie (70 m)              | Tunnel la Scierie (70 m) |
| Tunnel |                                    | Tunnel St-Brais (47 m)                | Tunnel St-Brais (47 m)   |
| Tunnel |                                    | Tunnel Fondeval (102 m)               | Tunnel Fondeval (102 m)  |
| ehemaliger Haltepunkt / Haltestelle |                                    | Le Fondeval (früher Saint-Brais)      | 780 m ü. M.              |
| Tunnel |                                    | Tunnel Peu-Champ (50 m)               | Tunnel Peu-Champ (50 m)  |
| Tunnel |                                    | Tunnel la Roche (38 m)                | Tunnel la Roche (38 m)   |
| ehemaliger Haltepunkt / Haltestelle |                                    | Sceut                                 | 724 m ü. M.              |
| Tunnel |                                    | Tunnel Foradrai (149 m)               | Tunnel Foradrai (149 m)  |
| Kopfbahnhof Streckenanfang · Strecke | 24.93                              | Combe-Tabeillon                       | 626 m ü. M.              |
| Abzweig geradeaus und nach links · Strecke nach rechts |                                    |                                       |                          |
| |                                    | SBB von Porrentruy                    |                          |
| Kopfbahnhof Streckenende · Bahnhof | 30.28                              | Glovelier seit 1953 Rollschemelanlage | 506 m ü. M.              |
| Strecke |                                    | SBB nach Delémont                     | SBB nach Delémont        |

Die Régional Saignelégier–Glovelier (RSG) war eine Eisenbahngesellschaft, die die damals normalspurige Bahnstrecke von Saignelégier nach Glovelier betrieb. 1944 wurde die Bahn durch Fusion Bestandteil der Chemins de fer du Jura (CJ), welche die Strecke auf Meterspur umbauten und mit 1500 Volt Gleichstrom elektrifizierten.

## Geschichte
Die bereits recht früh im Jura entstandenen Hauptlinien wurden in erster Linie zur Verbindung nach Frankreich gebaut und berührten die Freiberge nicht. Seit 1892 verkehrte über die Hochebene der Freiberge die meterspurige Saignelégier–La Chaux-de-Fonds-Bahn (SC). Am 21. Mai 1904 nahm die RSG die Weiterführung von Saignelégier nach Glovelier in Betrieb. Allerdings wurde der RSG in Normalspur erstellt, um den umfangreichen Vieh- und Holztransport zu vereinfachen. Seit 1. Juli 1910 bildete die RSG eine Betriebsgemeinschaft mit dem normalspurigen Régional Porrentruy–Bonfol (RPB).
Der Verkehr entwickelte in der dünn besiedelten Gegend sich jedoch nicht wie erwartet. Bereits 1906 geriet die RSG in Zwangsliquidation. Die Einnahmen stammten bis 1917 etwa zu gleichen Teilen aus dem Güter- und Personenverkehr, danach 1920 wurde der Güterverkehr zum wichtigeren Geschäftsfeld. Die finanzielle Situation der Bahn blieb trotz der Sanierung 1908 schwierig. Die Betriebsergebnisse waren bis 1918 mehrmals, von 1918 bis 1944 fast ausschliesslich defizitär, wodurch die Bahnanlagen zusehends veralteten.
Durch den Zusammenschluss der RSG mit der Saignelégier–La Chaux-de-Fonds-Bahn (SC), der Chemin de fer Tavannes–Noirmont (CTN) und dem Régional Porrentruy–Bonfol (RPB) zu den Chemins de fer du Jura wurde am 1. Januar 1944 die Grundlage zu einer durchgreifenden Erneuerung geschaffen.

## Betrieb durch die Chemins de fer du Jura

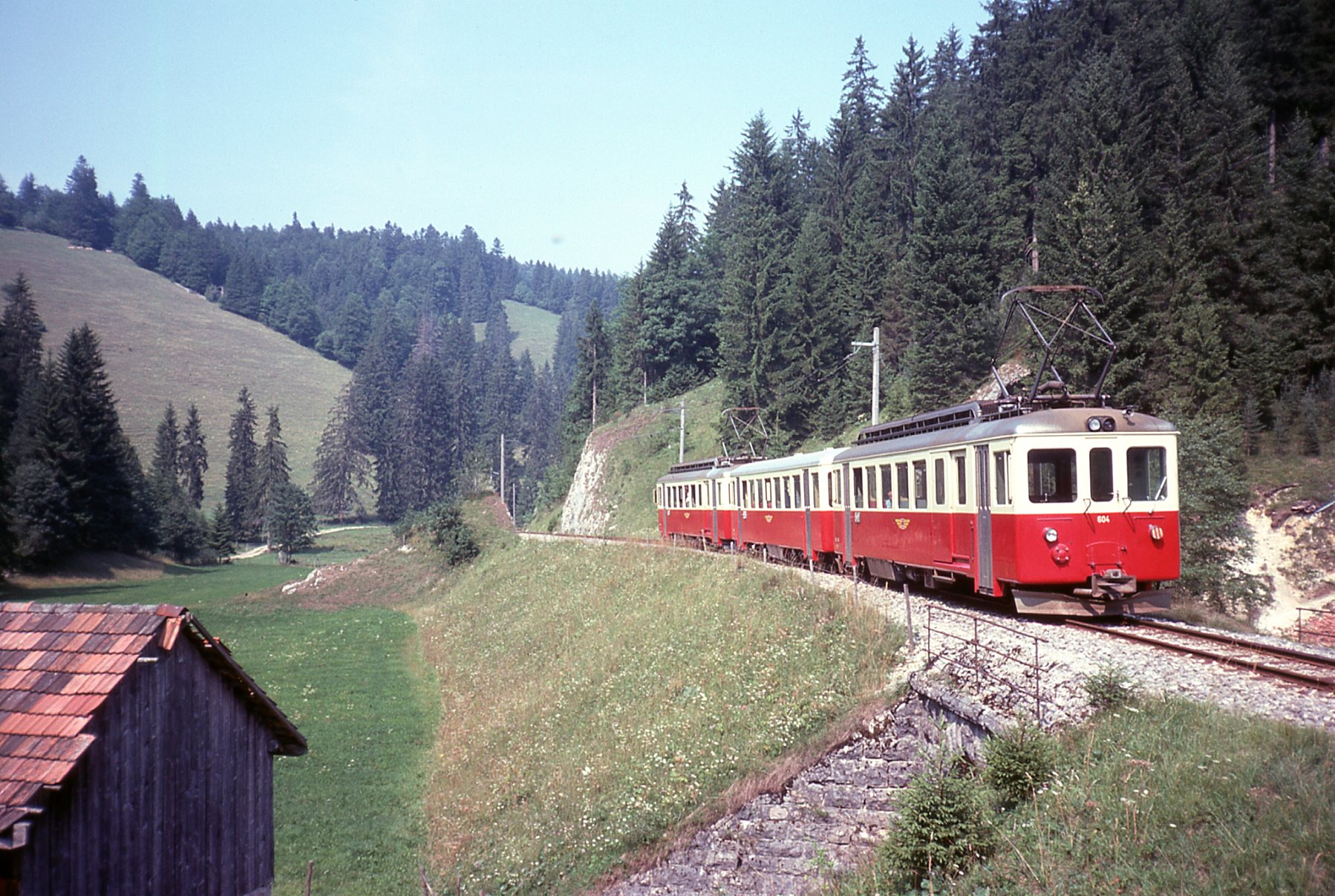
Zug der Chemins de fer du Jura (CJ) im Jahre 1976 bei La Combe (früher Lajoux Station).

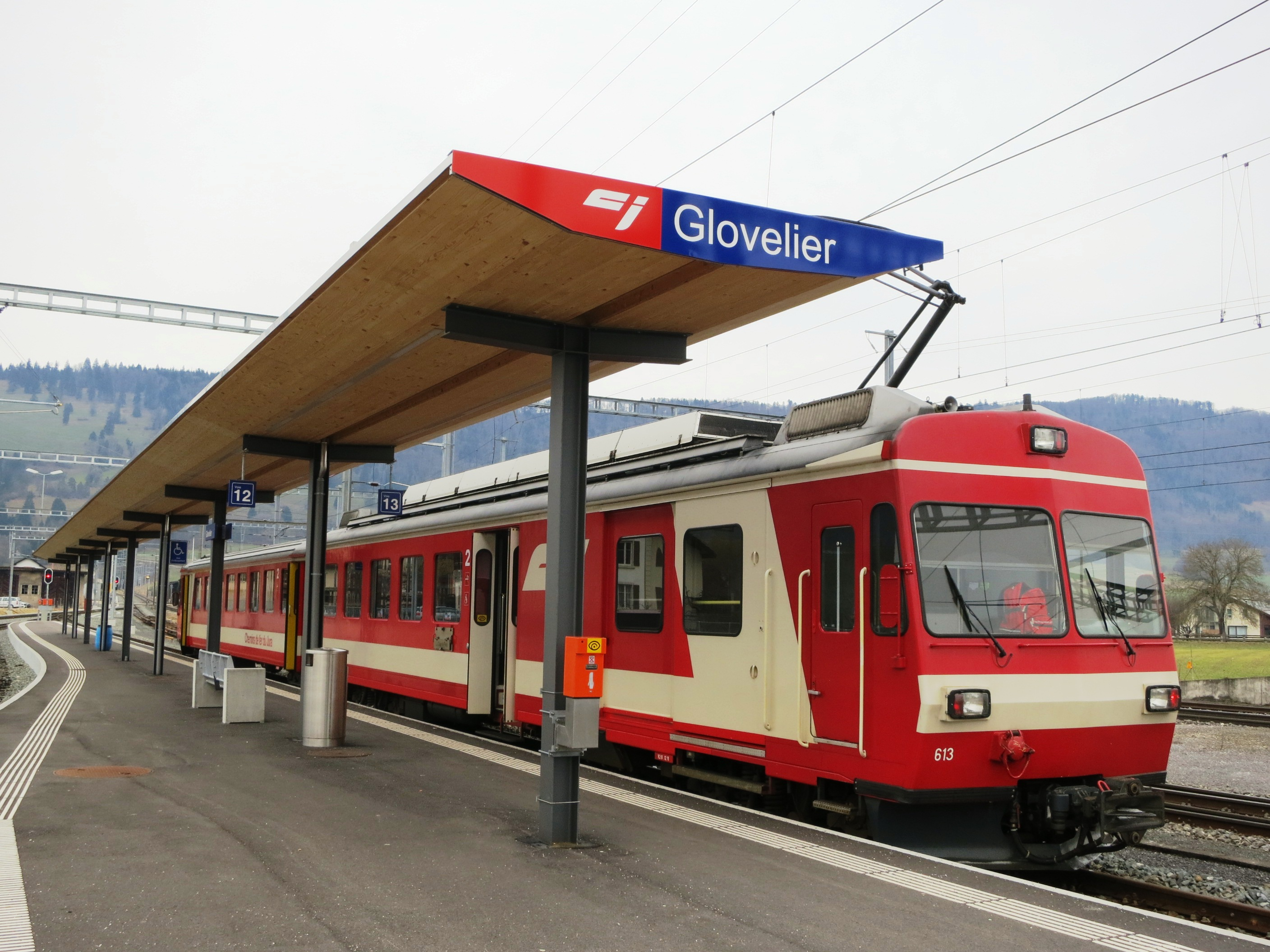
Abfahrbereiter Pendelzug der CJ im renovierten Bahnhof Glovelier.

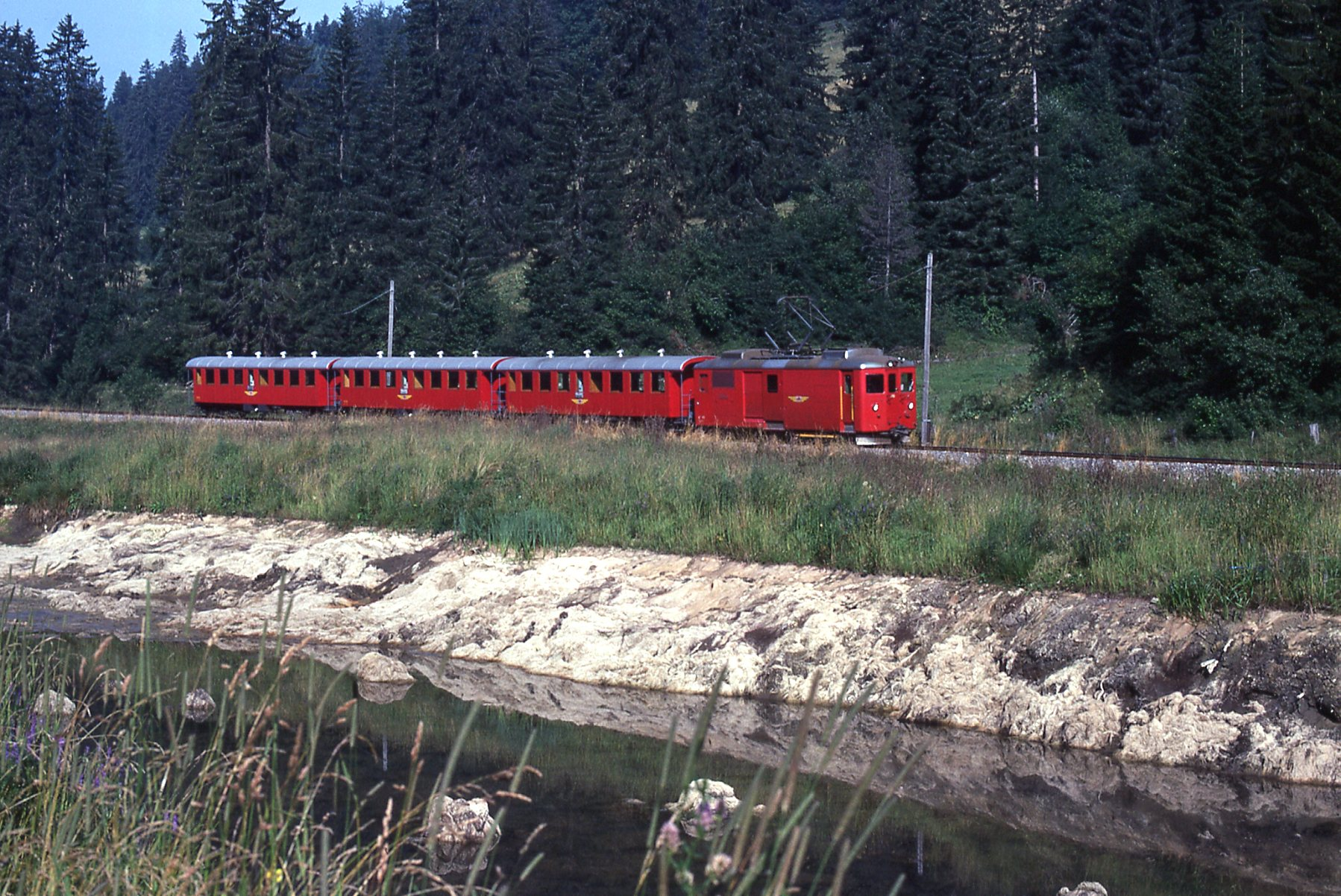
Personenzug im Jahr 1977 mit Gepäcktriebwagen De 4/4 und Wagen B 761–763 mit offenen Plattformen zwischen Pré-Petitjean und La Combe.

Am 8. Mai 1948 musste der Personenverkehr auf der Strecke Saignelégier–Glovelier wegen des schlechten Gleiszustands eingestellt werden. Zur Vereinfachung des Betriebs wurde die Bahn daraufhin auf Meterspur umgebaut und seit dem 4. Oktober 1953 wie die anschliessenden Meterspurbahnen mit 1500 V Gleichstrom und neuem Rollmaterial betrieben. Die beiden Unterwerke in Pré-Petitjean und Sceut versorgen die Strecke mit Strom.
Am 16. April 1968 stürzten beim Tunnel Bollement mehrere Kubikmeter Gestein auf das Bahngeleise. Ein von Saignelégier nach Glovelier fahrender Zug fuhr in den Schutt und entgleiste, wobei sich zwölf Personen verletzten.
2012/13 wurde der Bahnhof Glovelier umgebaut. Es entstand ein neuer Perron, damit die Fahrgäste nicht mehr im Strassenbereich in die Züge der CJ einsteigen mussten. Die Umladung von Müllcontainern von Lastwagen auf die Bahn wurde von der Strasse auf die Fläche der ehemaligen Güterhalle verlegt.

### Heutiger Betrieb
Die Personenzüge La Chaux-de-Fonds–Saignelégier–Glovelier verkehren fast durchgehend im Stundentakt. Zusätzlich bieten die CJ eine Busverbindung an, die die Ortschaften direkt bedient. Die im Fahrplanfeld 22.134 publizierte Linie von Saignelégier wurde 2013 über Glovelier hinaus nach Boécourt verlängert. Zu Grossverkehr führt der im August stattfindende Marché-Concours national de chevaux in Saignelégier.
Von Montag bis Freitag sind regelmässig Güterzüge unterwegs. Seit 2000 verkehren Kehrichttransporte von Glovelier in die Verbrennungsanlage La Chaux-de-Fonds. Zudem werden Normalspurwagen auf Rollschemeln befördert, die vor allem Langholz, Heizöl, Schotter und Strassensalz transportieren. Von Juli bis September verkehren ab Pré-Petitjean fahrplanmässige Dampfzüge von La Traction nach Glovelier, Tavannes oder La Chaux-de-Fonds.

### Verlängerung nach Delsberg
Um den nach Delsberg reisenden Fahrgästen das Umsteigen in Glovelier zu ersparen, wurde der Bau einer Meterspurstrecke zwischen Glovelier und der Kantonshauptstadt angestrebt. Die Strecke, die über weite Strecken parallel zur Transjurane verlaufen wäre, hätte Develier erschlossen. Für das Projekt wurden 97,5 Millionen Franken budgetiert. Obwohl der Bund 85 Prozent der Kosten übernommen hätte, lehnte der Kanton Jura in einer Volksabstimmung am 17. Mai 1992 die Übernahme seines Anteils ab.
Seit einiger Zeit unternehmen die CJ Anstrengungen, den Bau einer dritten Schiene auf der SBB-Strecke Glovelier–Delémont zu realisieren. Die Kosten werden mit 34 Millionen Franken veranschlagt. Vier Triebzüge werden für die durchgehende Verbindung von Delsberg nach La Chaux-de-Fonds benötigt. Weil die CJ mit 1500 Volt Gleichstrom und die SBB mit 15 000 Volt 16,7 Hertz Wechselstrom betrieben werden, ist eine Zweisystemausrüstung erforderlich.

## Streckenbeschreibung

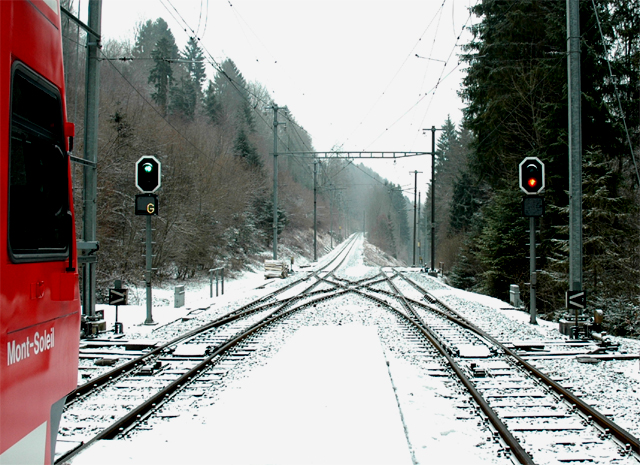
Spitzkehre in Combe-Tabeillon. Das linke Gleis führt nach Saignelégier, das rechte nach Glovelier.

Die 25 Kilometer lange Strecke verbindet Saignelégier mit dem rund 500 Höhenmeter tiefer gelegenen SBB-Bahnhof Glovelier. Nach der Ausfahrt aus dem Bahnhof Saignelégier führt die Fahrt mit kleiner Neigung nach Le Bémont und weiter zum Haltepunkt Pré-Petitjean (ehemals Montfaucon), wo sich das Depot der Museumsbahngesellschaft La Traction befindet. Von dort ist der Glockenturm der Kirche von Montfaucon zu sehen. Er ist typisch für die benachbarte Region Franche-Comté.
Die Strecke führt mit 25 Promille Gefälle am kleinen See Plain de-Saigne vorbei zur Haltestelle La Combe (früher Lajoux Station). Beim Kreuzungsbahnhof Bollement (früher Saulcy) erfolgt der Blick auf den Teich Etang de Bollement. Entlang des felsigen Abgrunds Combe-Tabeillon führt die Strecke durch mehrere kurze Tunnels und an den ehemaligen Haltestellen Sceut und Le Fondeval (ehemals Saint-Brais) vorbei. Nach der Fahrt durch den Tunnel Foradrai wird eine Kehrschleife durchfahren. In der Station Combe-Tabeillon ändern die Züge mit einer Spitzkehre ein zweites Mal die Fahrtrichtung. Der Einsatz von Pendelzügen vereinfacht seit der Elektrifizierung die Betriebsführung. Die Talfahrt führt weiter entlang dem Bach Tabeillon nach Glovelier. Mit einer langgezogenen Rechtskurve erreichen die Züge den dortigen Bahnhof, wo die SBB die Weiterreise nach Delsberg oder Pruntrut ermöglichen.

## Triebfahrzeuge der RSG
| Triebfahrzeuge des RSC | Ed 3/4  | CFZm 1/3  | CFZm 1/3  |
| ---------------------- | ------- | --------- | --------- |
| Nummerierung:          | 1 – 3   | 4         | 5         |
| Achsfolge:             | 1'C     | 1'A1      | 1'A1      |
| Länge über Puffer:     | 8380 mm | 12'840 mm | 12'900 mm |
| Fester Radstand:       | 2500 mm | 4500 mm   | 4500 mm   |
| Gesamtradstand:        | 4530 mm | 7500 mm   | 7500 mm   |
| Dienstmasse:           | 39,7 t  | ca. 32 t  | ca. 32 t  |
| Reibungsmasse:         | 33,6 t  | 13 t      | 13 t      |
| Höchstgeschwindigkeit: | 45 km/h | 45 km/h   | 45 km/h   |
| Triebraddurchmesser:   | 1030 mm | 1030 mm   | 1030 mm   |
| Zylinderdurchmesser:   | 380 mm  | 250 mm    | 250 mm    |
| Kolbenhub:             | 550 mm  | 400 mm    | 400 mm    |
| Kesselüberdruck:       | 13 Atm. | 12 Atm.   | 12 Atm.   |
| Rostfläche:            | 1,5 m²  | 0,8 m²    | 0,7 m²    |
| Überhitzerfläche:      | 8,0 m²  | 3,8 m²    | 3,1 m²    |
| Heizfläche Total:      | 91,0 m² | 36,1 m²   | 33,6 m²   |
| Wasservorrat:          | 4,0 m³  | 1,5 m³    | 1,5 m³    |
| Kohlevorrat:           | 0,8 t   | 0,6 t     | 0,6 t     |

### Lokomotiven Ed 3/4 1 – 3

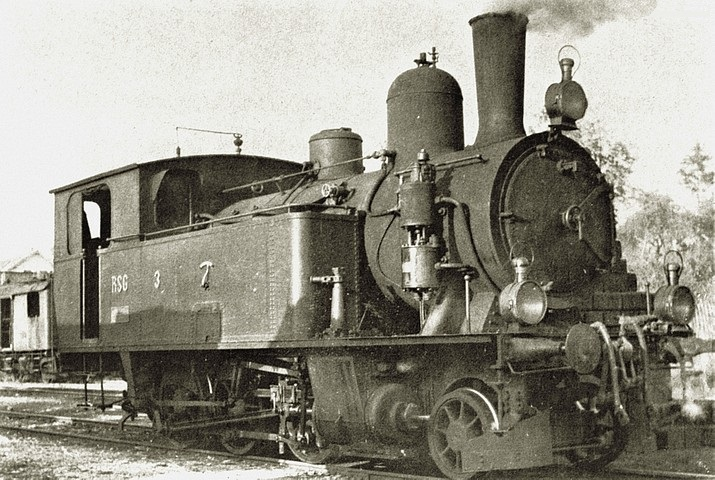
Dampflokomotive Ed 3/4 Nr. 3

Zu Betriebseröffnung lieferte die Schweizerische Lokomotiv- und Maschinenfabrik (SLM) in Winterthur 1903 die drei Dampflokomotiven Ed 3/4 1 bis 3. Die Maschinen entsprachen einem erstmals 1902 gebauten Normaltyp, der für die Seetalbahn entworfen und für mehrere kleinere Nebenbahnen gebaut wurde. Die Maschinen mit einem verhältnismässig grossen Kessel entwickelten eine Leistung von rund 500 PS.
Nach der Beschaffung der beiden Dampftriebwagen kamen die Lokomotiven nur noch vor Güterzügen und schweren Personenzügen zum Einsatz. Nummer 2 wurde 1934 an die Schwesterbahn Porrentruy–Bonfol (RPB) verkauft. Diese Lokomotive wurde 1949 an Firma Sulzer für das Werkmanöver in Oberwinterthur veräussert. Ihre Aufgabe beim Régional Porrentruy–Bonfol übernahm die Ed 3/4 3. Die Ed 3/4 1, die als einzige 1939 einen Überhitzer erhalten hatte, wurde nach der Umspurung der Strecke Saignelégier–Glovelier Ende 1952 ebenfalls an Sulzer verkauft, wo sie im Werk Winterthur eingesetzt wurde. Die Ed 3/4 1 wurde 1957, die Maschine Nr. 3 1956 abgebrochen. Als einzige erhalten gebliebene Dampflokomotive der CJ wurde die Ed 3/4 2 1972 vom Dampfbahn-Verein Zürcher Oberland übernommen.

### Dampftriebwagen CFZm 1/3 4 und 5

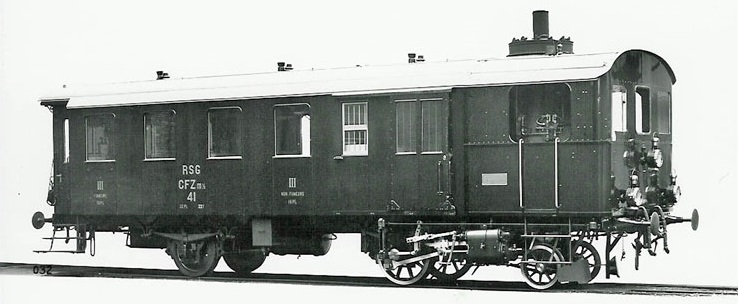
Dampftriebwagen CFZm 1/3 Nr. 4 bei der Ablieferung im Jahr 1910.

Der Betrieb mit Dampflokomotiven für die schwach besetzten Personenzüge war sehr kostenintensiv. Aus diesem Grund beschaffte der RSC bei der SLM 1910 und 1913 je einen Dampftriebwagen CFZm 1/3 für Einmannbetrieb. Die äusserst sparsamen Fahrzeuge waren mit einem Personen-, einem Gepäck- und einem Postabteil ausgestattet. Gleiche Fahrzeuge besass auch die Huttwil-Eriswil-Bahn (HEB) und die Ramsei-Sumiswald-Huttwil-Bahn (RSHB).
Die Triebwagen ruhten auf drei Achsen, um die zulässige Achslast nicht zu überschreiten. Die mittlere Achse trieb das Fahrzeug an. Während hinten eine normale Wagenachse angebracht war, war die vordere Führungsachse in einem Bisselgestell angeordnet. Der stehende Kessel war mit einem Überhitzer ausgestattet und befand sich über der Maschine. Der Kohlekasten befand sich neben dem Kessel, der Wasserkasten war im Rahmen aufgehängt. Der einzige Führerstand war beim Kessel angeordnet. Bei Rückwärtsfahrt musste der Kondukteur die Fahrt von der rückwärtigen Plattform aus beobachten; er verfügte zu diesem Zweck über einen Pfeifenzug und einen Notbremshahn. Der Rahmen aus Profilstahl erwies sich als zu schwach und musste nachträglich versteift werden.
Nach der Umspurung und Elektrifizierung der Strecke wurde der Dampftriebwagen 5 im Jahr 1952 und der Triebwagen Nummer 4 1954 ausrangiert und abgebrochen.